# 梶毛ダム
梶毛ダム（かじけダム）は、広島県広島市佐伯区五日市町石内、二級河川・八幡川水系石内川支川梶毛川に建設されたダムである。
広島県が管理を行う都道府県営ダムであり、洪水調節や治水を目的とし、2008年(平成20年)に建設された。

## 地理
広島市の都市拠点(西風新都)にとても近い。